# Meadow Acres
Meadow Acres è un census-designated place degli Stati Uniti d'America, situato nella Contea di Natrona nello stato del Wyoming. Nel censimento del 2000 la popolazione era di 181 abitanti. Appartiene all'area metropolitana di Casper.

## Geografia fisica
Secondo i rilevamenti dell'United States Census Bureau, la località di Meadow Acres si estende su una superficie di 3,8 km², tutti occupati da terre.

## Popolazione
Secondo il censimento del 2000, a Meadow Acres vivevano 181 persone, ed erano presenti 58 gruppi familiari. La densità di popolazione era di 49,2 ab./km². Nel territorio comunale si trovavano 70 unità edificate. Per quanto riguarda la composizione etnica degli abitanti, il 95,03% era bianco, lo 0,55% era nativo, l'1,10% apparteneva ad altre razze e il 3,31% a due o più. La popolazione di ogni razza ispanica corrispondeva all'1,87% degli abitanti.
Per quanto riguarda la suddivisione della popolazione in fasce d'età, il 22,1% era al di sotto dei 18, il 6,6% fra i 18 e i 24, il 27,6% fra i 25 e i 44, il 34,3% fra i 45 e i 64, mentre infine il 9,4% era al di sopra dei 65 anni di età. L'età media della popolazione era di 43 anni. Per ogni 100 donne residenti vivevano 92,6 uomini.